# Antonio Peñalver
Antonio Peñalver, född den 1 december 1968, är en spansk före detta friidrottare som tävlade i mångkamp.
Peñalvers främsta merit är hans silvermedalj i tiokamp vid Olympiska sommarspelen 1992 i Barcelona. Han deltog vid VM 1991 i Tokyo där han slutade på åttonde plats.
I sjukamp blev han bronsmedaljör vid inomhus-EM 1992 och sexa vid inomhus-VM 1995.

## Personliga rekord
- Sjukamp - 6 062 poäng från 1992
- Tiokamp - 8 478 poäng från 1992